# Piedra que late

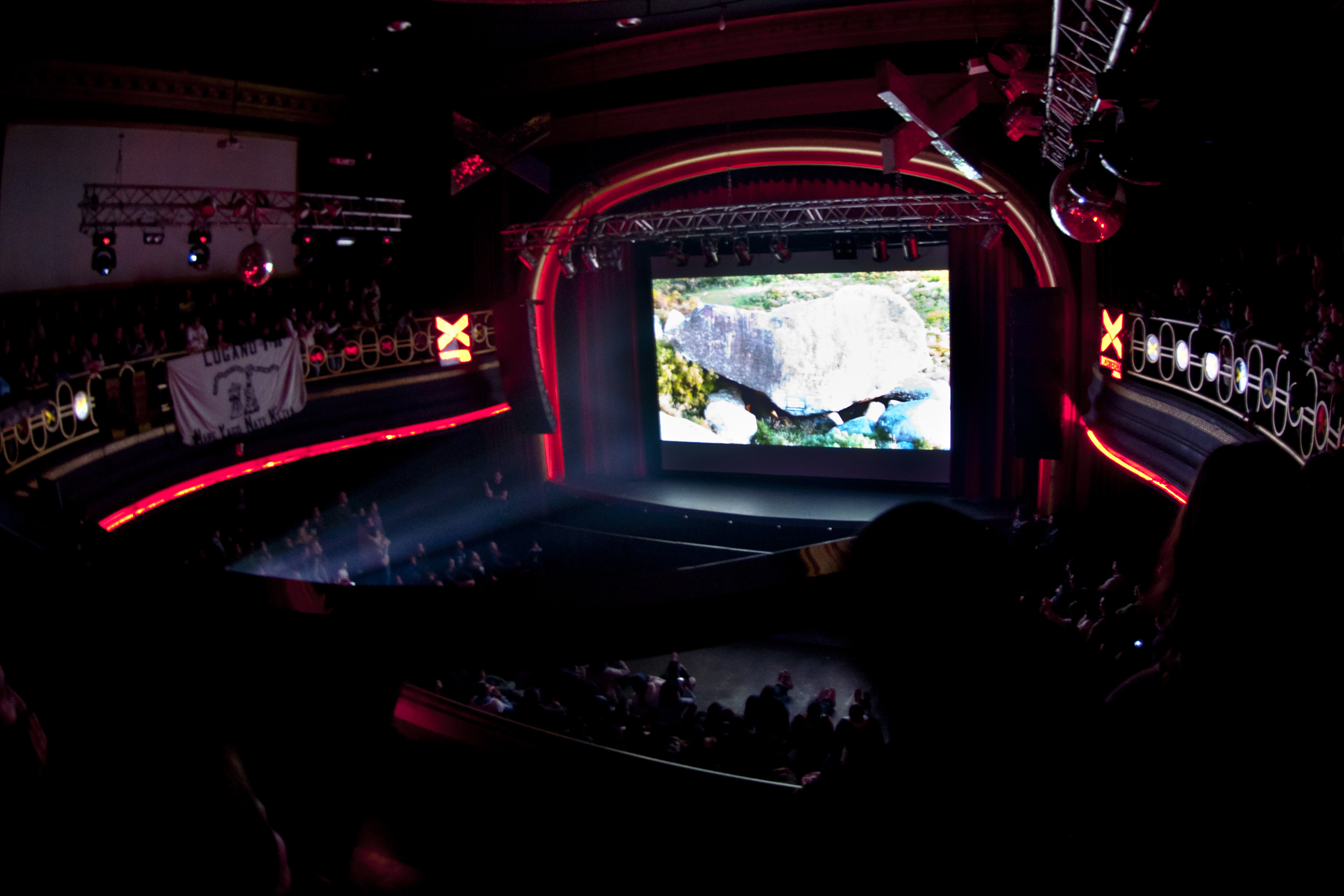
Presentación en el Teatro Vorterix.

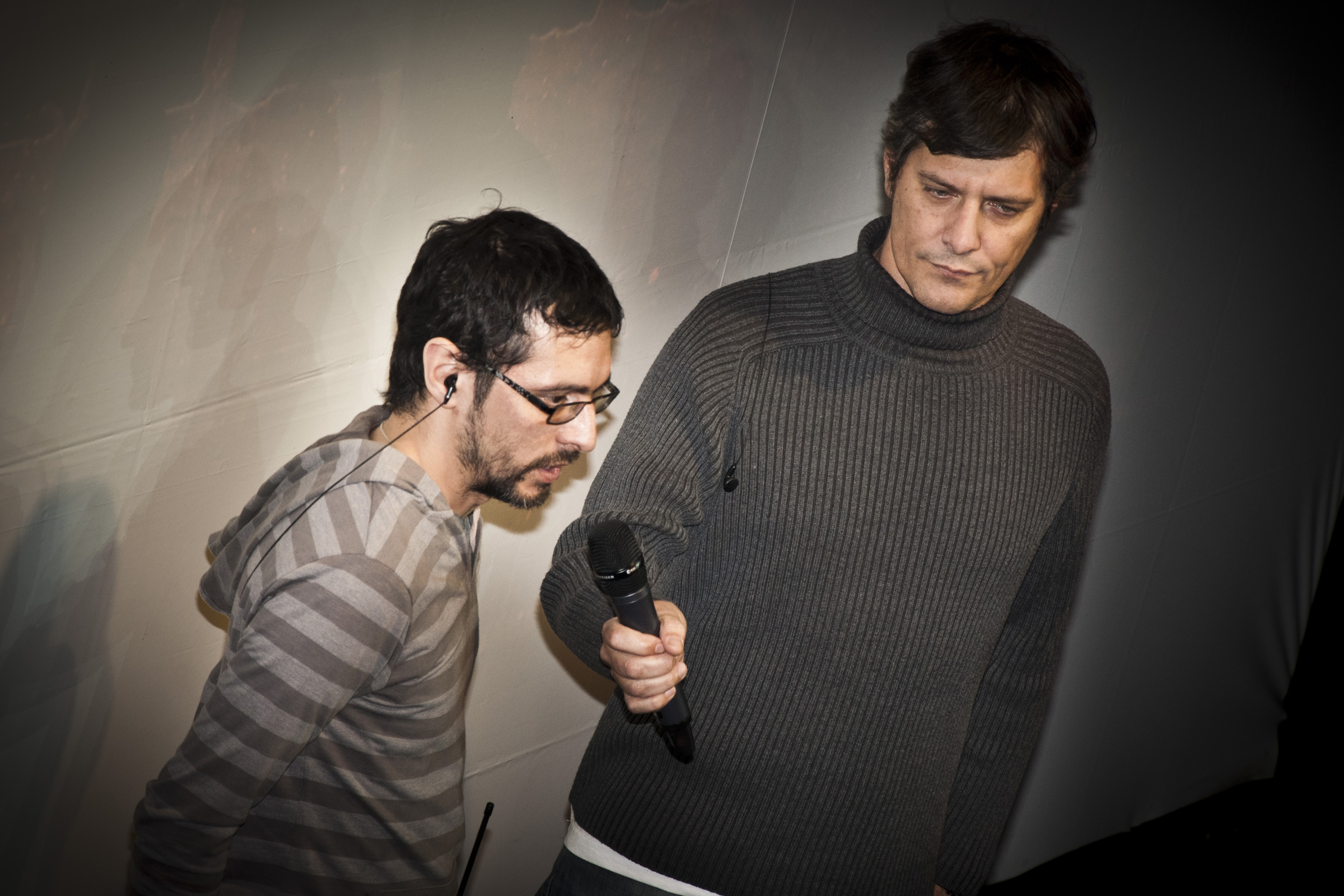
Julio Leiva y Mario Pergolini durante la primera emisión del documental.

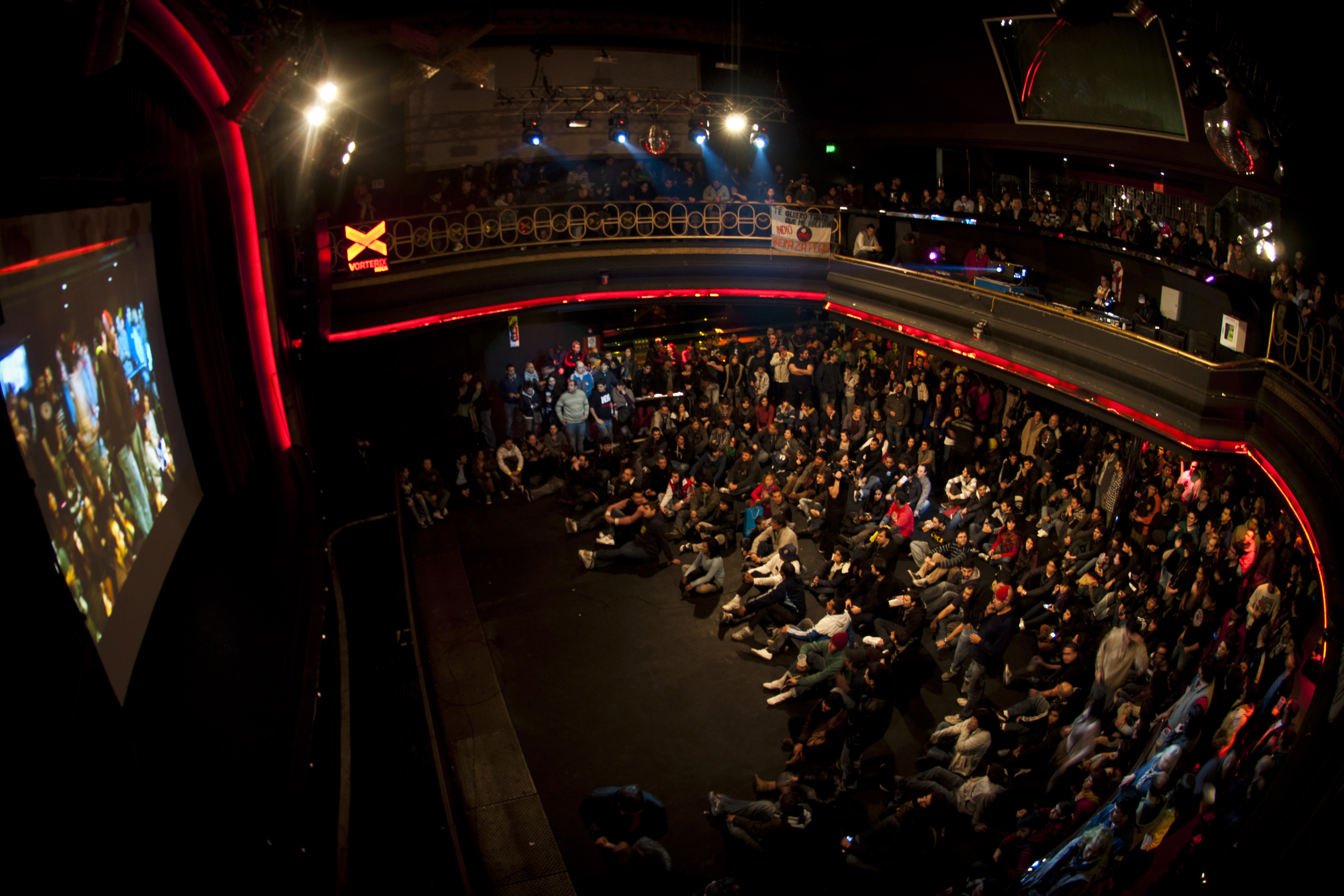
El público del Indio asiste a la primera proyección.

Piedra que late es una película documental independiente, con imágenes de la denominada Misa India del 3 de diciembre de 2011, cuando el conocido cantante de rock, Indio Solari actuó en el Hipódromo de Tandil.
La obra fue presentada en el Teatro Vorterix el 9 de julio de 2013 y transmitida simultáneamente de forma en línea en el sitio de la radio Vorterix. Por pedido expreso del mismo Solari, para que no se lucrara con su figura, solo pudieron asistir al evento personas con invitaciones que fueron regaladas por esa emisora durante su programación y el mismo no será vuelto a emitir.
El 11 de julio, el documental fue subido completo a la web según el Twitter del proyecto el documental tuvo 75 mil reproducciones durante ese día.

## Argumento
La figura del Indio Solari despierta un sentimiento de fanatismo y pasión en los amantes del rock and roll argentino. Cada presentación del ex Redondito de ricota se convierte en un ritual único que sus seguidores denominan La Misa India'.
El recital del 3 de diciembre de 2011 en Tandil, fue la excusa para que el periodista y director de este documental, Julio Leiva, pusiera en marcha su proyecto Piedra que late junto a un grupo de colegas y amigos conformado por Maximiliano Díaz, Carlos Sanfelippo, Alfredo Ávalos, Guido Valeri, Andrés Gericke, Claudio Díaz Colodrero y Fabricio Lartigau, y la idea de armar un documental independiente con imágenes del ritual y del show en Tandil nunca vistas. El proyecto fue avalado por el propio Solari, quien transmitió su “emoción y alegría”.

“La idea básica era reflejar aquello que la histeria de los medios impide mostrar: ese fenómeno único que se genera cada vez que el Indio visita algún lugar del país”.
Julio Leiva.

Más de 80 mil personas asistieron al recital brindado en el hipódromo de la ciudad de Tandil. Durante cuatro días de intensa filmación, el director y su equipo registraron el espíritu y las sensaciones vividas a flor de piel de los que asistieron al concierto, llegados desde todos los puntos del país.
Piedra que late se centra, entonces, no en el concierto en sí, sino en su periferia, como una apología del sentimiento más que un ensayo sociológico: miles de seguidores de todo el país, el recibimiento del lugar y el montaje de una ciudad paralela en pos de abastecer a esa población fantasma.

## Realización
El equipo capturó cuatro días de Misa India en 20 horas de imágenes con una sola cámara, a cargo de Andrés Gericke. La edición de Maximiliano Díaz y el trabajo experimentado de Gericke permiten engañar al espectador y que parezca una gran producción.
A las imágenes de Tandil se le sumaron cuatro entrevistas realizadas posteriormente: Lalo Mir y Mario Pergolini, como periodistas cercanos a Solari, y Gonzalo Bonadeo y Camilo Blajaquis, como fanes reconocidos.

"Blajaquis no es tan famoso, pero su historia tiene mucho que ver con lo que transmite el Indio -continúa Leiva-. Es un pibe que estuvo preso por secuestro a los 16 años, en la cárcel comenzó a escuchar a los Redondos y eso le disparó empezar a escribir poemas. Cuando salió, editó dos libros de poesía, y su vida hoy está vinculada al arte, lejos de la delincuencia."

A mediados de 2012, y con la mitad del trabajo terminado, se envió un tráiler al mánager del Indio Solari para presentarse y mostrarle lo que se había hecho.

“Decidimos contactarnos con él a través de su manager cuando ya teníamos la mitad del documental terminado. Primero, por una cuestión de respeto; segundo, por el permiso para usar esos temas. Es increíble hasta qué punto llegó nuestra inconsciencia, el tipo tranquilamente nos podría haber dicho que no. Sin embargo, justo un año después de aquel recital nos llegó su respuesta, que nos transmitía ‘emoción y alegría por ver el documento filmado’”.

## Derechos
El 9 de julio de 2013, luego de emitir en forma en línea el documental completo, Mario Pergolini desde la cuenta de Twitter de la radio Vorterix anunció:

"Piedra que Late no se volverá a pasar. Solo fuimos autorizados para una sola exhibición. Si bien el Film es de Leiva los derechos los derechos de banda de sonido fueron otorgados solo temporalmente. Tampoco quedara on-demand para verlo en otra oportunidad".
Mario Pergolini.

El 11 de julio de 2013, la obra completa fue subida en calidad HD al sitio en la web de la radio, siguiendo el mandato del Indio Solari de no lucrar con este proyecto.

PiedraQueLate no saldrá en DVD, no se comercializará, no se verá en cines con entradas pagas.